# 萨氏珍珠贝
萨氏珍珠贝（学名：Pteria savignyi），是莺蛤目莺蛤科莺蛤属的一种。主要分布于中国大陆，常栖息在潮下带，以足丝附着于岩石、珊瑚礁或贝壳上。